# Natație la Jocurile Olimpice de vară din 2024 - 4x100 m liber (feminin)
Proba de înot 4x100 de metri liber feminin de la Jocurile Olimpice de vară din 2024 a avut loc pe 27 iulie 2024 la Paris Aquatics Centre.

## Recorduri
Înaintea acestei competiții, recordurile mondiale și olimpice erau următoarele:
| Record  | Atlet           | Timp    | Loc              | Data          |
| ------- | --------------- | ------- | ---------------- | ------------- |
| Mondial | Australia (AUS) | 3:27,96 | Fukuoka, Japonia | 23 iulie 2023 |
| Olimpic | Australia (AUS) | 3:29,69 | Tokyo, Japonia   | 25 iulie 2021 |

## Program
Orele sunt ora Franței (UTC+1) 
| Data                   | Timp  | Etapă      |
| ---------------------- | ----- | ---------- |
| Sâmbătă, 27 iulie 2024 | 10:00 | Calificări |
| Sâmbătă, 27 iulie 2024 | 20:30 | Finala     |

## Rezultate

### Calificări
Echipele cu cei mai buni opt timpi, indiferent de serie, s-au calificat în finală.
| Loc | Serie | Culoar | Țară                       | Înotători                                                                                                  | Timp    | Note |
| --- | ----- | ------ | -------------------------- | --- | ------- | ---- |
| 1   | 2     | 4      | Australia                  | Olivia Wunsch (53,94) Bronte Campbell (53,46) Meg Harris (52,23) Emma McKeon (51,94)                       | 3:31,57 | C    |
| 2   | 1     | 4      | Statele Unite ale Americii | Abbey Weitzeil (53,60) Simone Manuel (53,23) Erika Connolly (53,83) Kate Douglass (52,63)                  | 3:33,29 | C    |
| 3   | 2     | 5      | China                      | Cheng Yujie (53,95) Wu Qingfeng (53,84) Yu Yiting (54,05) Yang Junxuan (52,47)                             | 3:34,31 | C    |
| 4   | 2     | 3      | Suedia                     | Michelle Coleman (53,92) Sarah Sjöström (51,99) Sara Junevik (54,09) Sofia Åstedt (54,35)                  | 3:34,35 | C    |
| 5   | 2     | 2      | Franța                     | Beryl Gastaldello (53,54) Mary-Ambre Moluh (53,49) Lison Nowaczyk (54,67) Charlotte Bonnet (53,55)         | 3:35,25 | C    |
| 6   | 2     | 6      | Canada                     | Penny Oleksiak (53,78) Mary-Sophie Harvey (54,15) Brooklyn Douthwright (53,81) Taylor Ruck (53,55)         | 3:35,29 | C    |
| 7   | 1     | 5      | Marea Britanie             | Anna Hopkin (54,08) Eva Okaro (53,84) Lucy Hope (54,74) Freya Anderson (53,47)                             | 3:36,13 | C    |
| 8   | 1     | 6      | Italia                     | Sofia Morini (53,92) Chiara Tarantino (54,14) Sara Curtis (53,93) Emma Virginia Menicucci (54,29)          | 3:36,28 | C    |
| 9   | 1     | 3      | Olanda                     | Tessa Giele (55,24) Kim Busch (54,86) Sam van Nunen (54,26) Marrit Steenbergen (52,42)                     | 3:36,78 |      |
| 10  | 2     | 1      | Ungaria                    | Petra Senánszky (54,91) Lilla Minna Ábrahám (54,36) Panna Ugrai (54,25) Nikolett Pádár (53,81)             | 3:37,33 |      |
| 11  | 1     | 1      | Danemarca                  | Signe Bro (55,45) Julie Kepp Jensen (54,52) Elisabeth Sabroe Ebbesen (55,10) Martine Damborg (54,45)       | 3:39,52 |      |
| 12  | 2     | 7      | Brazilia                   | Ana Carolina Vieira (54,81) Stephanie Balduccini (53,83) Giovana Reis (55,73) Maria Paula Heitmann (56,23) | 3:40,60 |      |
| 13  | 1     | 2      | Polonia                    | Katarzyna Wasick (54,71) Kornelia Fiedkiewicz (54,82) Julia Maik (55,57) Zuzanna Famulok (55,57)           | 3:40,67 |      |
| 14  | 2     | 8      | Slovenia                   | Neža Klančar (54,29) Janja Šegel (55,22) Katja Fain (55,43) Tjaša Pintar (56,35)                           | 3:41,29 |      |
| 15  | 1     | 7      | Hong Kong                  | Natalie Kan (56,91) Tam Hoi Lam (55,01) Camille Cheng (55,12) Stephanie Au (55,38)                         | 3:42,42 |      |
| 16  | 1     | 8      | Irlanda                    | Danielle Hill (55,61) Grace Davison (55,44) Erin Riordan (55,95) Victoria Catterson (55,67)                | 3:42,67 |      |

### Finala
Rezultate finală.
| Loc | Culoar | Sportiv                    | Țară                                                                                              | Timp    | Note |
| --- | ------ | -------------------------- | ------------------------------------------------------------------------------------------------- | ------- | ---- |
| 1   | 4      | Australia                  | Mollie O'Callaghan (52,24) Shayna Jack (52,35) Emma McKeon (52,39) Meg Harris (51,94)             | 3:28,92 | OR   |
| 2   | 5      | Statele Unite ale Americii | Kate Douglass (52,98) Gretchen Walsh (52,55) Torri Huske (52,06) Simone Manuel (52,61)            | 3:30,20 | AM   |
| 3   | 3      | China                      | Yang Junxuan (52,48) Cheng Yujie (52,76) Zhang Yufei (52,75) Wu Qingfeng (52,31)                  | 3:30,30 | AS   |
| 4   | 7      | Canada                     | Margaret MacNeil (53,31) Taylor Ruck (53,20) Summer McIntosh (53,22) Penny Oleksiak (53,26)       | 3:32,99 |      |
| 5   | 6      | Suedia                     | Sarah Sjöström (52,53) Michelle Coleman (52,98) Sara Junevik (54,41) Louise Hansson (53,87)       | 3:33,79 |      |
| 6   | 2      | Franța                     | Beryl Gastaldello (53,83) Charlotte Bonnet (54,14) Mary-Ambre Moluh (53,37) Marie Wattel (53,65)  | 3:34,99 |      |
| 7   | 1      | Marea Britanie             | Anna Hopkin (53,31) Eva Okaro (53,75) Lucy Hope (54,95) Freya Anderson (53,24)                    | 3:35,25 |      |
| 8   | 8      | Italia                     | Sofia Morini (54,16) Chiara Tarantino (54,27) Sara Curtis (54,24) Emma Virginia Menicucci (53,84) | 3:36,51 |      |